# Ugo Fano
Ugo Fano (Turim, 28 de julho de 1912 – Chicago, 13 de fevereiro de 2001) foi um físico italiano.